# Strangalia luteicornis
Strangalia luteicornis är en skalbaggsart som först beskrevs av Fabricius 1775.  Strangalia luteicornis ingår i släktet Strangalia och familjen långhorningar. Inga underarter finns listade i Catalogue of Life.